# Amanineteyerike
Amanineteyerike (ou Amanneteyerike, Aman-nete-yerike, Irike-Amannote) est un roi koushite de Méroé. Son règne est daté de la fin du Ve siècle avant notre ère.
Amanineteyerike a pris un ensemble complet de titres basés sur ceux des pharaons égyptiens :
- Nom d'Horus : Khanakht Khaemouaset (« Taureau puissant apparaissant à Thèbes ») ;
- Nom de Nebty : Ittaouyneb (« Saisie de chaque terre ») ;
- Nom d'Horus d'or : Ouafkhesoutneb (« Soumetteur de toutes les terres ») ;
- Nom de Nesout-bity : Néferibrê (« Rê est celui dont le cœur est beau ») ;
- Nom de Sa-Rê : Amanineteyerike (ˁrk-Imn-nwty) (« Enfant d'Amon de No (=Thèbes) »).

Amanineteyerike est le fils du roi Maleouiebamani et le frère de Baskakeren. Son prédécesseur Talakhamani est soit un frère aîné, soit un oncle. Il est enterré au cimetière royal de Nuri (pyramide Nu 12).
Quelques inscriptions permettent d'apprendre qu'il est intronisé à l'âge de 41 ans, qu'il effectue quelques expéditions militaires entremêlée de festivités religieuses.